# Sintasa
Una sintasa es una enzima que cataliza un proceso de biosíntesis. Originalmente, la nomenclatura bioquímica distinguía entre sintetasas y sintasas. Según esta definición original, las sintetasas utilizan energía proveniente de nucleótidos trifosfato tales como el ATP, GTP, CTP, TTP; mientras que las sintasas catalizan reacciones impulsadas por otros mecanismos.
Sin embargo la Joint Commission on Biochemical Nomenclature (JCBN) dictaminó que una sintasa es una liasa que cataliza reacciones de síntesis, sin distinguir si hace uso de nucleótidos o no; mientras que una sintetasa puede ser utilizada como sinónimo de ligasa, aunque se recomienda no utilizar el término sintetasa refiriéndose a las ligasas para no crear una confusión con la sintasas (liasas)
De acuerdo a la clasificación de la Comisión de Enzimas, las sintasas pertenecen al grupo de las ligasas, mientras que las liasas catalizan la reacciones inversas.

## Convención de 1984
La palabra sintasa actualmente puede ser añadida al nombre de cualquier sustancia para indicar que una determinada enzima produce esa sustancia; el alcance de esta nomenclatura se ha extendido para incluir a enzimas que catalizan reacciones que implican la hidrólisis de un nucleótido trifosfato, las que anteriormente no podían llamarse sintasas. De esta forma, nombres que se utilizaban anteriormente tales como glucógeno sintasa y citrato sintasa se han unido actualmente a otras enzimas tales como la glutamina sintasa y la NAD+ sintasa.
Las enzimas que catalizan reacciones de síntesis donde se especifica el nombre de dos reactantes que se unen con la hidrólisis concomitante de un nucleósido trifosfato ahora contienen el término recomendado ligasa en lugar de sintetasa. De esta forma ahora se utiliza tirosina-ARNt ligasa y acetato-CoA ligasa en lugar de tirosil-ARNt sintetasa y acetil-CoA sintetasa; aunque por el momento la forma sintetasa continúa siendo aceptada.
Según se recomienda en una publicación los autores pueden seguir utilizando la palabra sintetasa para distinguir a una enzima que cataliza una reacción que incluye la hidrólisis de un nucleósido trifosfato, pero es más probable que se le entienda si hace uso del término ligasa, en vista del gran número de bioquímicos que no distinguen entre los significados de sintasa y sintetasa.

## Ejemplos
- ATP sintasa
- Citrato sintasa
- Triptófano sintasa
- Ácido graso sintasa
- Celulosa sintasa (formadora de UDP)
- Celulosa sintasa (formadora de GDP)